# مورد غیرعادی دکتر جکیل و آقای هاید (فیلم)
مورد غیرعادی دکتر جکیل و آقای هاید (انگلیسی: The Strange Case of Dr. Jekyll and Mr. Hyde) فیلمی در ژانر ترسناک است که در سال ۲۰۰۶ منتشر شد.
از بازیگران آن می‌توان به تونی تاد، تریسی اسکاگینز، دبورا شلتن و نیکول تام اشاره کرد.